# Joel N. Juan Qui
Joel Neftalí Juan Qui Vega (17 de outubro de 1965, Culiacán, Sinaloa) é considerado um dos intérpretes de música contemporânea jalisciense mais destacado nas últimas décadas, dividindo sua vida artística com o ensino no Departamento de Música da Universidad de Guadalajara.

## Biografia
Pianista mexicano de ascendência chinesa, nasceu em Culiacán de Rosales, Sinaloa, México no dia 17 de outubro de 1965. Desde muito pequeno mostrou interesse pelo piano, iniciando seus estudos com os com os maestros Margarita Sánchez de Corona e Tomás Esquer W.. Continuou em DIFOCUR (Dirección de Fomento Cultural Regional) com o Mtro. Alejandro Madrid, e viajou para cidade de Guadalajara, Jalisco aonde terminou seus estudos na ex-escola de Música da Universidad de Guadalajara com a Mtra. Leonor Montijo Beraud e o pedagogo alemão Friedemann Kessler.
Obteve sua graduação de Licenciatura em Música Instrumentista com especialidade em piano na Escola de Música da Universidad de Guanajuato com a maestra Lourdes Rusza, obtendo a máxima distinção dessa casa de estúdios: Laureado. Em 2005, fez mestrado em Ciências da Educação com especialidade em pedagogia no Instituto Superior de Pesquisa e Ensino para a profissão docente (ISIDM) . Tomou conta de classes de mestrado com os siguintes maestros: Manuel Delaflor, María Teresa Rodríguez,(México), Édison Quintana (Peru), Reah Sadowsky (Canadá), Walter Blanckenheim (Alemanha), Fritz Steinegger (Estados Unidos) e Alla von Buch (Rússia).
Suas múltiplas considerandos em diferentes cidades do país como solista e acompanhante, o permitiu criar um vasto repertório, que vai desde o período barroco até o século XX, incluindo a música clásica mexicana e chinesa. Nomeadamente a sua carreira em 1999 pela República Popular China, onde ofereceu um recital de piano na Embaixada Mexicana em Pequim, em comemoração do 50º aniversário da institucionalização da dita República. Assim mesmo, durante novembro e dezembro de 2003, realizou uma bem sucedida turnê de concertos e conferências pelas cidades de Pequim, Tianjin, Qingdao e Xangai, em um projeto patrocinado pela Secretaria de Relações Exteriores, o ministro da cultura chinês, a Universidad de Guadalajara e a empresa chinesa Beiao, Sports and Cultural Events LTD.

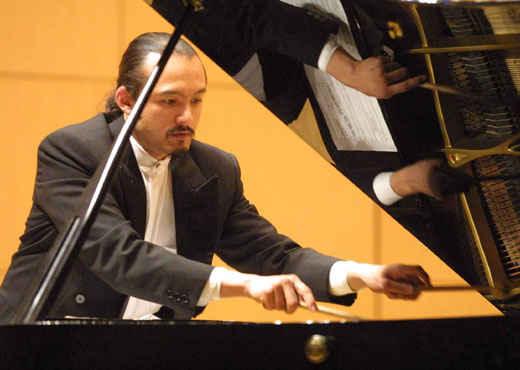
Joel Juan Qui em Pequim

Em setembro e outubro de 2005 realizou uma bem sucedida digressão por Santa Fé e Buenos Aires, na Argentina, patrocinado pelo convênio de intercâmbio acadêmico entre a Universidad de Guadalajara e a Universidad Nacional del Litoral de Argentina. Em março de 2006, realizou uma turnê pela Alemanha, para participar da homenagem a maestra Alla von Buch, onde incluiu o repertório contemporâneo jalisciense, sendo executado na Kleiner Konzertsaal de Gasteig e na Sala Anton Rubinstein da casa Steinway & Sons em Munique; Hanôver foi também cenário de seu programa. Em novembro de 2005, apresentou sua primera produção discográfica intitulada “DE PROFUNDIS”, que contém no primeiro volume da obra para piano solo do compositor jalisciense Hermilio Hernández López ajudado por uma bolsa obtida da FECA Jalisco.

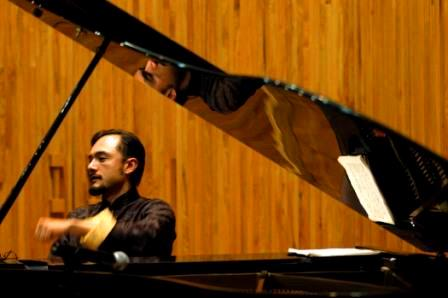
Interpretando a Hermilio Hernández

Ele também recebeu várias distinções como: Nomeação de Maestro Honorário por parte do Instituto Hai Yun de música, na cidade de Qingdao, República Popular de China, em 2003. Presea ao mérito acadêmico “Enrique Díaz de León” 2004, na Arte, otorgada polo Sindicato de Trabalhadores Acadêmicos da Universidad de Guadalajara. Adjudicação “Sinaloenses Ejemplares en el Mundo” por parte do governo do estado de Sinaloa em março de 2007. Em maio de 2006, participou da 9ª edição do Festival Cultural de Mayo em Guadalajara, Jalisco, com um importante programa baseado em obras do compositor antes citado.
Sendo solista em diferentes ocasiões com a Orquesta Filarmónica de Jalisco, sobre as batutas dos Mtros. José Gpe. Flores e Francisco Orozco, assim como a Orquesta Sinfónica Sinaloa de las Artes, dirigida pelo Mtro. Gordon Campbell. Ele publicou recentemente dois ensaios sobre aspectos da cena pianística de Guadalajara, Jalisco. Pertence também ao corpo docente do Departamento de Música da Universidad de Guadalajara e do Instituto Superior de Investigación y Docencia para o Magistério.